# Eishockey in Landsberg
Die Wurzeln des Eishockeysports in Landsberg können bis ins Jahr 1955 mit der Gründung einer Abteilung beim TSV 1882 Landsberg zurückverfolgt werden. Aktuell nehmen die Mannschaften des HC Landsberg am Spielbetrieb teil – die Mannschaften der früheren Vereine EV Landsberg (bis 2000), EV Landsberg 2000 bzw. EV Landsberg (bis 2011) nahmen zeitweise an der zweithöchsten Spielklasse teil.

## Geschichte

### Eislaufverein Landsberg

#### Gründungsphase
Seit Jahren gab es Bestrebungen, den Eissport auch in Landsberg populär zu machen. So trafen sich am 11. Februar 1955 auf Initiative von Hans Schorer, dem späteren bayrischen Schiedsrichterobmann, im Schloßbergkeller in Landsberg 31 Eishockeyfreunde um die Weichen zu stellen. Die Stadt Landsberg hatte sich im Vorfeld schon bereit erklärt, bei der Platzbeschaffung behilflich zu sein und die damalige Vorstandschaft des TSV 1882 Landsberg begrüßte das Vorhaben der Anwesenden. Es wurde ein Ausschuss gebildet, der die Vorarbeiten zur Gründungsversammlung wahrnehmen sollte. Am 1. April 1955 wurde der Eissportverein Landsberg als Abteilung des TSV 1882 gegründet. Erster Abteilungsleiter wurde Johann Hopp.
Für den Bau einer Eisbahn stellte die Stadt Landsberg die Richtwiese am Hindenburgring durch Erbbaurecht zur Verfügung und am 4. Juni 1955 führte der Oberbürgermeister Thoma den ersten Spatenstich aus. Dank der Unterstützung der US-Army rollten mehrere Planierraupen, um die Erdarbeiten auszuführen. Am 8. November 1955 trennte sich die Eishockeyabteilung vom TSV Landsberg und gründete am 15. November 1955 den EV Landsberg. Erster Vorstand wurde Ingo Hopp. Ende November 1955 war das Natureisstadion fertig. Am Sonntag, dem 27. November 1955, war die Eisfläche erstmals bespielbar und Oberbürgermeister Thoma gab offiziell das Eis frei. Das Eröffnungsspiel gegen Nymphenburg fand am 10. Januar 1956 statt. Die von Spielertrainer Buchmayer betreute Mannschaft siegte vor 3000 Zuschauern 10:0. In der Folgezeit gab es zahlreiche Freundschaftsspiele gegen nationale und internationale Mannschaften. Aufgrund der gezeigten Leistungen in diesen Spielen weigerten sich die Vereine der Bezirksliga gegen Landsberg zu spielen. Der Verband beschloss daher, den EVL eine Klasse höher einzustufen. In der Aufstiegsrunde zur Landesliga siegte der EVL unter Spielertrainer und Ex-Nationalspieler Ludwig Kuhn ausschließlich zweistellig.
Kunstlaufveranstaltungen auf Landsberger Eis lockten bis zu 3500 Zuschauer ins Stadion. Größen wie Manfred Schnelldorfer, oder Rosi Pettinger und Manfred Bäumler traten in Landsberg auf. Die neue Vorstandschaft Aigner, Gerum, Kühnruß erkannte bald, dass eine Natureisfläche nicht ausreichte, sondern durch eine Kunsteisbahn zu ersetzen sei. In einer außerordentlichen Generalversammlung am 10. Mai 1957 stimmten alle Mitglieder dem Umbau zu. Die Bevölkerung, Eissportfreunde und Sportler wurden zu freiwilligem Arbeitseinsatz gebeten. Am 25. Juni 1957 begannen die Arbeiten wieder unter Mithilfe der US-Army und der Firma Escher Wyss. Es entstand die damals modernste Kunsteislaufbahn Deutschlands. Der Lohn für diese Anstrengungen war die Vergabe des Länderspieles Deutschland-Italien am 9. Oktober 1957 nach Landsberg. Das Spiel endete mit einer 3:4-Niederlage vor fast 5000 Zuschauern.

#### Aufstieg in die Oberliga (1959–1967)
Die Landsberger spielten in der Saison 1957/58 in der Landesliga mit Mannschaften wie dem EV Rosenheim, TEV Miesbach und EC Holzkirchen. Dabei wurde Rosenheim vor 3000 Zuschauern mit 8:3 besiegt. In der Saison 1958/59 wechselten die Landsberger in die schwäbische Gruppe mit dem EV Pfronten, ERC Sonthofen, EC Oberstdorf und dem ERC Lechbruck. Landsberg wurde Gruppenerster, bezwang den württembergischen Landesmeister EV Ravensburg in den Aufstiegsspielen mit 15:0 und besiegte die EG Preussen Brandenburg Berlin vor 4000 Zuschauern mit 10:2. Damit stieg der EV Landsberg in die zweithöchste Spielklasse auf (Oberliga).
| Saison  | Liga          | Spielklasse | Gruppe | Platzierung | PO    | PD | Endplatzierung    | Zuschauerschnitt |  |
| ------- | ------------- | ----------- | ------ | ----------- | ----- | -- | ----------------- | ---------------- |  |
| 1957/58 | Landesliga    | I I I       | Süd    |             |       |    |                   |                  |  |
| 1958/59 | Landesliga    | I I I       | West   | Meister     | BLL   |    | Bayr. Meister ↑   |                  |  |
| 1959/60 | Oberliga      | I I         |        |             |       |    | 7. Platz          |                  |  |
| 1960/61 | Oberliga      | I I         |        |             |       |    | 9. Platz          |                  |  |
| 1961/62 | Oberliga      | I I         |        |             |       |    | 9. Platz          |                  |  |
| 1962/63 | Oberliga      | I I         |        |             |       |    | 10. Platz         |                  |  |
| 1963/64 | Oberliga      | I I         |        |             |       |    | 9. Platz          |                  |  |
| 1964/65 | Oberliga      | I I         |        |             |       |    | 11. Platz         |                  |  |
| 1965/66 | Oberliga      | I I         |        |             |       |    | Vizemeister       |                  |  |
| 1966/67 | Oberliga      | I I         | Süd    | 6. Platz    |       | X  | 5. Quali ↓        |                  |  |
| 1967/68 | Regionalliga  | I I I       | Süd    | Meister     | RL    |    | Meister ↑         |                  |  |
| 1968/69 | Oberliga      | I I         | Süd    | 4. Platz    |       | X  | 3. Quali          |                  |  |
| 1969/70 | Oberliga      | I I         | Süd    | 6. Platz    |       | X  | 1. Quali          |                  |  |
| 1970/71 | Oberliga      | I I         |        |             |       |    | 3. Platz          |                  |  |
| 1971/72 | Oberliga      | I I         |        |             |       |    | 8. Platz          |                  |  |
| 1972/73 | Oberliga      | I I         |        | 6. Platz    |       |    | 2. BL neu ↑       |                  |  |
| 1973/74 | 2. Bundesliga | I I         |        |             |       |    | 9. Platz          |                  |  |
| 1974/75 | 2. Bundesliga | I I         |        |             |       |    | 10. Platz ↓       |                  |  |
| 1975/76 | Oberliga      | I I I       | Süd    | Vizemeister | OL    |    | Meister ↑         |                  |  |
| 1976/77 | 2. Bundesliga | I I         |        | 8. Platz    |       | X  | 2. Platz          |                  |  |
| 1977/78 | 2. Bundesliga | I I         |        | 11. Platz   |       | X  | 4. Platz          |                  |  |
| 1978/79 | 2. Bundesliga | I I         |        |             |       |    | 7. Platz          |                  |  |
| 1979/80 | 2. Bundesliga | I I         |        |             |       |    | 10. Platz         |                  |  |
| 1980/81 | 2. Bundesliga | I I         |        |             |       |    | 10. Platz         |                  |  |
| 1981/82 | 2. Bundesliga | I I         |        | 8. Platz    |       | X  | Rückzug ↓         | 1.380            |  |
| 1982/83 | Oberliga      | I I I       | Süd    | Vizemeister | 2. BL |    | 3. Quali A ↑      |                  |  |
| 1983/84 | 2. Bundesliga | I I         | Süd    | 5. Platz    | X     |    | 5. Gruppe B       |                  |  |
| 1984/85 | 2. Bundesliga | I I         | Süd    | 7. Platz    |       | X  | 2. Gruppe B       |                  |  |
| 1985/86 | 2. Bundesliga | I I         | Süd    | 5. Platz    |       | X  | 2. Gruppe A       | 1.446            |  |
| 1986/87 | 2. Bundesliga | I I         | Süd    | 7. Platz    |       | X  | 2. Gruppe B       |                  |  |
| 1987/88 | 2. Bundesliga | I I         | Süd    | 9. Platz    |       | X  | 3. Gruppe A       | 1.360            |  |
| 1988/89 | 2. Bundesliga | I I         | Süd    | 10. Platz   |       | X  | 3. Gruppe B       | 990              |  |
| 1989/90 | 2. Bundesliga | I I         | Süd    | 4. Platz    | BL    |    | 9. Quali          | 2.001            |  |
| 1990/91 | 2. Bundesliga | I I         | Süd    | 6. Platz    |       | X  | 2. Quali A        | 1.996            |  |
| 1991/92 | 2. Bundesliga | I I         | Süd    | Vizemeister |       | X  | 6. Quali ↓        | 1.693            |  |
| 1992/93 | Oberliga      | I I I       | Süd    | Meister     | OL    |    | Vizemeister ↑     | 2.200            |  |
| 1993/94 | 2. Bundesliga | I I         |        | 8. Platz    | X     |    | Viertelfinale     | 1.638            |  |
| 1994/95 | 1. Liga       | I I         |        | 8. Platz    | X     |    | Achtelfinale      |                  |  |
| 1995/96 | 1. Liga       | I I         |        | 7. Platz    | X     |    | Viertelfinale     | 1.242            |  |
| 1996/97 | 1. Liga       | I I         |        | 5. Platz    | X     |    | Achtelfinale      | 1.410            |  |
| 1997/98 | 1. Liga       | I I         |        | 14. Platz   |       | X  | 5. Gruppe B ↓     | 744              |  |
| 1998/99 | 1. Liga       | I I I       |        | 11. Platz   |       | X  | 6. Platz Gr. II ↓ | 623              |  |
| 1999/00 | Regionalliga  | I V         |        | 10. Platz   |       |    | Rückzug ↓         |                  |  |

Zeichen für Auf-/Abstieg ↑ ↓; Quelle: eishockey-online.com
In den nächsten Jahren hielt der EV Landsberg in der Oberliga gut mit. Die Mannschaft spielte gegen namhafte Gegner wie Dortmund, Landshut, Düsseldorf, Köln und Berlin. Gleichzeitig wurde der EV Landsberg von einer Finanzkrise geschüttelt. Der Stadtrat stimmte nach höchst kontroverser Debatte zu, dem Verein mit einem 60.000,- DM Darlehen zu helfen, mit der Auflage, dass eine von der Stadt zu bestimmende Persönlichkeit permanentes Mitglied im Vorstand des EVL sein musste.
Nach durchwachsenen Jahren steuerte der EV Landsberg dank junger Talente auf die Tabellenspitze der Oberliga zu. Im Februar 1966 wurde der Mitkonkurrent FC Bayern in München mit 5:3 geschlagen. Kurz darauf kehrte die Mannschaft mit einem 5:4-Sieg vom EC Deilinghofen zurück. Dies bedeutete den Spitzenplatz. Der EV Landsberg stand punkt- und torgleich mit dem Berliner SC. Die Mannschaft stand an der Schwelle zur Bundesliga. Aus finanziellen Gründen wurde das Spiel nach Berlin vergeben. Nach dem ersten Drittel führte der EV Landsberg im ausverkauften Sportpalast vor über 6000 Zuschauern gegen den Berliner SC mit 5:0. Doch die Berliner gaben nicht auf. Nach dem zweiten Drittel stand es nur noch 5:4 und am Ende hieß es 8:6 für Berlin. In der Folge gab es Gerüchte, dass das Spiel verkauft worden sei. Auch aus Enttäuschung darüber verließen Spieler wie Hynek, Robert Merkle, Anwander, Lackner und Reiser den Verein, um sich höherklassigen Teams anzuschließen.

#### Von der Regional- in die 2. Bundesliga (1967–1974)
In der Saison 1966/67 stieg der EV Landsberg nach achtjähriger Zugehörigkeit zur Oberliga in die Regionalliga ab. Doch der Vorstandschaft unter Karl John gelang es, den Sturz in den Abgrund aufzufangen. Der Alt-Internationale Markus Egen übernahm die Mannschaft und schaffte mit einem jungen neuen Team in der Saison 1967/68 den Wiederaufstieg.
Ab 1966 war beim EVL Hans Beppo Sedlmeir aktiv, der dem Verein in den nächsten 16 Jahren als Spieler und später als Trainer zur Verfügung stand. Verteidiger Herbert Prestele, ein Landsberger Eigengewächs, spielte ab der Saison 66/67 in der ersten Mannschaft, ging dann zum AEV und nach Kaufbeuren, ehe er seine Laufbahn in Landsberg wegen einer schweren Augenverletzung beenden musste.
Stürmer Reinhold „Rupsi“ Bauer war Landsbergs erster Nationalspieler. Er war über viele Jahre mitbestimmend für das Landsberger Eishockey. Erst als Spieler, dann als Nachwuchstrainer, in der Folge als einer der erfolgreichsten Trainer der Seniorenmannschaft (1985–1988). Fritz Gayer kam zu Beginn der Saison 1967/68 aus Denklingen zum EVL und ist dem Verein bis heute treu. In 700 Spielen erzielte er 418 Tore und gab 318 Assists. Er war über Jahre hinweg sowohl menschlich ein Vorbild als auch als Spieler und Kapitän der Mannschaft das Maß aller Dinge. Gerhard Petrussek war ab der Saison 1970/71 für den EV Landsberg aktiv und brachte es bis 1989 auf 586 Spiele für den EV Landsberg. Der Verteidiger ist wie Fritz Gayer ein „Urgestein“ im Verein und bis heute als Vorstandschaftsmitglied aktiv.
Nach Trainer Markus Egen, der in die Bundesliga abwanderte, bestimmten in den folgenden Jahren Männer wie der Nationalspieler Siegfried Schubert, der Landsberger Ludwig Müller und Nationalmannschaftskapitän Ernst Trautwein als Trainer das Spielgeschehen. Der EV Landsberg behauptete sich in der eingleisigen Oberliga im oberen Tabellenfeld. Daher gehörte der EVL ab der Saison 1973/74 der neu geschaffenen eingleisigen 2. Bundesliga an.
In der Saison 1974/75 stieg der EV Landsberg in die Oberliga-Süd ab. Ein Jahr später gelang dem EV Landsberg der Wiederaufstieg mit den beiden Entscheidungsspielen gegen den EHC 70 München. In der Saison 78/79 hatte der EVL hochkarätigen Zuwachs. Der Alt-Internationale Ernst Köpf wechselte von Augsburg zum EVL und erzielte das 1000. Tor seiner Karriere. Erstmals verpflichtete man mit den beiden Finnen Pentti Hiiros und Jorma Siitarinen zwei Ausländer.
Ende der 1970er Jahre reichte die alte Eissportanlage ohne Dach nicht mehr aus. Im Zuge des Neubaus des Landsberger Sportzentrums wurde die neue Eishalle am Hungerbach das Domizil des EV Landsberg. Am 19. März 1980 wurde das Stadion mit einem Freundschaftsspiel gegen den Deggendorfer EC eingeweiht.

#### Neuanfang mit jungen Talenten (1985–1988)
Für die Saison 1985/86 musste sich der EVL aus finanziellen Gründen von vielen Spielern trennen und auf den eigenen Nachwuchs setzen. Es begann eine neue Ära, die Rupsi Bauer und Hans Sedelmeir als Trainerduo einleiteten: Es wurden Nachwuchsspieler in die erste Mannschaft integriert, die meist jünger als 19 Jahre waren. Zu diesen gehörten Torwart Christian Merkle, Christian Gerum, Alexander Zittlau, Rainer Sangl, Markus Weiss, Wolfgang Schmalfuß, Michael Schäufl und Stefan Steinecker. Jürgen Schaal kam als Juniorennationalspieler von Esslingen. Dazu wurden die Ausländerstellen von Andrew Meers und Tim Dudeck besetzt, die die Scorerliste anführten und mit Manfred Korb, einem der größten Eishockeytalente Landsbergs, den ersten Sturm bildeten. Der EVL verfügte somit über vier Juniorennationalspieler (Schaal, Steinecker, Gerum, Guddat).
Nach Abschluss der Punktrunde war der EV Landsberg Tabellenvierter und scheiterte nur um 1 Tor an der Teilnahme zur Aufstiegsrunde in die 1. Bundesliga. Am 14. Juni 1987 starb der Vorsitzende des EVL, Albert Mayr, im Alter von 56 Jahren.
Vor der Saison 1986/87 blieb die Mannschaft weitestgehend zusammen und wurde von Alexander Wedl aus dem eigenen Nachwuchs und den beiden Amerikanern Wally Chapman und Jim Johannson verstärkt. Nach der Hauptrunde (Platz 7) schaffte der EVL mühelos den Klassenerhalt. Die Saison 1987/88 war durch den Wechsel auf den Ausländerpositionen geprägt. Mike Morin und Mitch Cornett wurden im Dezember durch zwei US-Amerikaner ausgetauscht, Gary Sampson und Tim Thomas von den Baltimore Skipjacks. Trotzdem beendete der EV Landsberg die Saison nur als Tabellenneunter. Trainer Bauer beendete nach dieser Saison sein Engagement beim EVL.

#### Abwanderung junger Talente und sportlicher Aufschwung (1988–1991)
Vor der Saison 1988/89 veränderte die Mannschaft erneut ihr Gesicht. Drei junge Spieler verließen Landsberg: Alexander Guddat wechselte nach Bayreuth, Christian Gerum zum Mannheimer ERC und Jürgen Schaal schloss sich dem EHC Freiburg an. Vom VERE Selb kamen die Topscorer Arthur Rutland und James MacRae. Die Verteidigung wurde durch Sven Barnet (aus Memmingen) und das Landsberger Eigengewächs Christoph Sandner, bereits Juniorennationalspieler, verstärkt. Die Saison begann mit Verletzungen der beiden Kanadier und einer Reihe von Niederlagen. Mit Mickey Volcan aus Alberta wurde ein Spieler mit NHL-Erfahrung verpflichtet. Dann stand der EVL binnen weniger Tage ohne Torwart da. Stammkeeper Christian Merkle und Eric Starc hatten sich schwerer verletzt. Juniorentorwart Mölschl kollabierte beim Spiel in München. Der EV Landsberg stand nach 12 Spieltagen auf dem letzten Tabellenplatz.
Vaclav Drobny (Heilbronn) und Karl Sajdl (AEV) sollten die Abwehr sicherer machen, Alexander Guddat kehrte aus Bayreuth zurück und die Junioren Thomas Treichl und Thomas Steinecker wurden in der ersten Mannschaft eingesetzt. Der EV Landsberg beendete die Saison trotzdem als Tabellenletzter. Der Klassenerhalt wurde letztlich durch zwei Platzierungsspiele gegen den SC Riessersee knapp geschafft.
Die Saison 1989/90 war seit langer Zeit die beste Saison des EV Landsberg. Ein vierter Tabellenplatz in der Endabrechnung berechtigte zur Teilnahme an der Aufstiegsrunde zur ersten Bundesliga. Hinter Bayreuth, Nürnberg und Kaufbeuren, weit vor dem AEV wurde ein Platz an der Sonne errungen. Erneut hatte die Mannschaft des EVL ihr Gesicht verändert. Trainer war jetzt Dr. Karl Franek aus Pardubice und sein Co wurde Gerhard Petrussek, der seine aktive Laufbahn beendet hatte. Mike Hoffman aus Hartford sollte an der Seite von Arthur Rutland für Tore sorgen. Doch Mike plagte bald das Heimweh. Für ihn kam hochkarätiger Ersatz. Über Kassel, Essen-West und Uzwil (Schweiz) schlug Jayson Meyer seine Zelte am Lech auf und sorgte für Furore. Neben König Arthur wurde der bärenstarke Verteidiger bald Publikumsliebling. Jayson spielte danach bei den Kölner Haien und wurde nach seiner Einbürgerung Nationalspieler. Besonderen Wert hatte die Eishockeyabteilung des EVL auf eine Verstärkung der Hintermannschaft gelegt. Mit Christian Reuter (Hedos) und Thomas Dropmann (Kaufbeuren) konnten zwei starke Verteidiger verpflichtet werden. Mit dem aus Peiting stammenden Paul Häringer kam einer der besten Goalies der zweiten Liga nach Landsberg und Dieter Koidas (Kaufbeuren) verstärkte den Sturm des EVL.
Der EV Landsberg sorgte nicht nur in und um Landsberg für Aufsehen. Die Zuschauer strömten in die Eishalle. Da gab es Siege gegen die alten Kontrahenten aus Nürnberg, Bayreuth, Füssen und Bad Tölz. Höhepunkt waren sicher die Siege gegen Kaufbeuren, da schlug der EVL die Kaufbeurer im eigenen Stadion 9:10 und gewann sein Heimspiel gar mit 8:1. Endlich einmal konnte Landsberg ohne Qualifikation die Klasse halten. In der Aufstiegsrunde zur Bundesliga 1 gab es dann nicht viel zu holen. Immerhin gab es Heimsiege gegen Duisburg, Wolfsburg und den ECD Sauerland Iserlohn. Eine erfolgreiche Saison mit traurigem Abschluss. Nach Saisonschluss beendete EVL-Denkmal Fritz Gayer seine Karriere und Jayson Meyer wechselte nach Krefeld.
Die Saison 1990/91 sollte in der Planung der Vereinsoberen ähnlich erfolgreich verlaufen wie die vorhergehende Saison. Für Jayson Meyer wurde aus Füssen Dwayne Robinson, einer der stärksten Verteidiger der Liga, verpflichtet. Dwayne war nicht nur als Spieler, sondern auch menschlich und kameradschaftlich ein absolutes Vorbild. Aus Füssen kamen auch Andreas-Konrad Hofer und Gerhard Dittrich als Verstärkung für die Sturmreihen des EVL.
Mitten in der Saison ging der EV Stuttgart bankrott. Die Liga spielte mit neun Vereinen weiter. Dann am 30. November 1990 ein Eklat. Beim Auswärtsspiel in Bad Tölz (am 09.11. hatte man dort noch mit 11:3 gewonnen) verlor der EVL mit 7:1. Die Mannschaft hatte sich gegen Trainer Karl Franek ausgesprochen und spielte entsprechend schwach. Der Erfolgstrainer des letzten Jahres musste seinen Hut nehmen, er hatte die nötige Autorität nie aufbauen können.

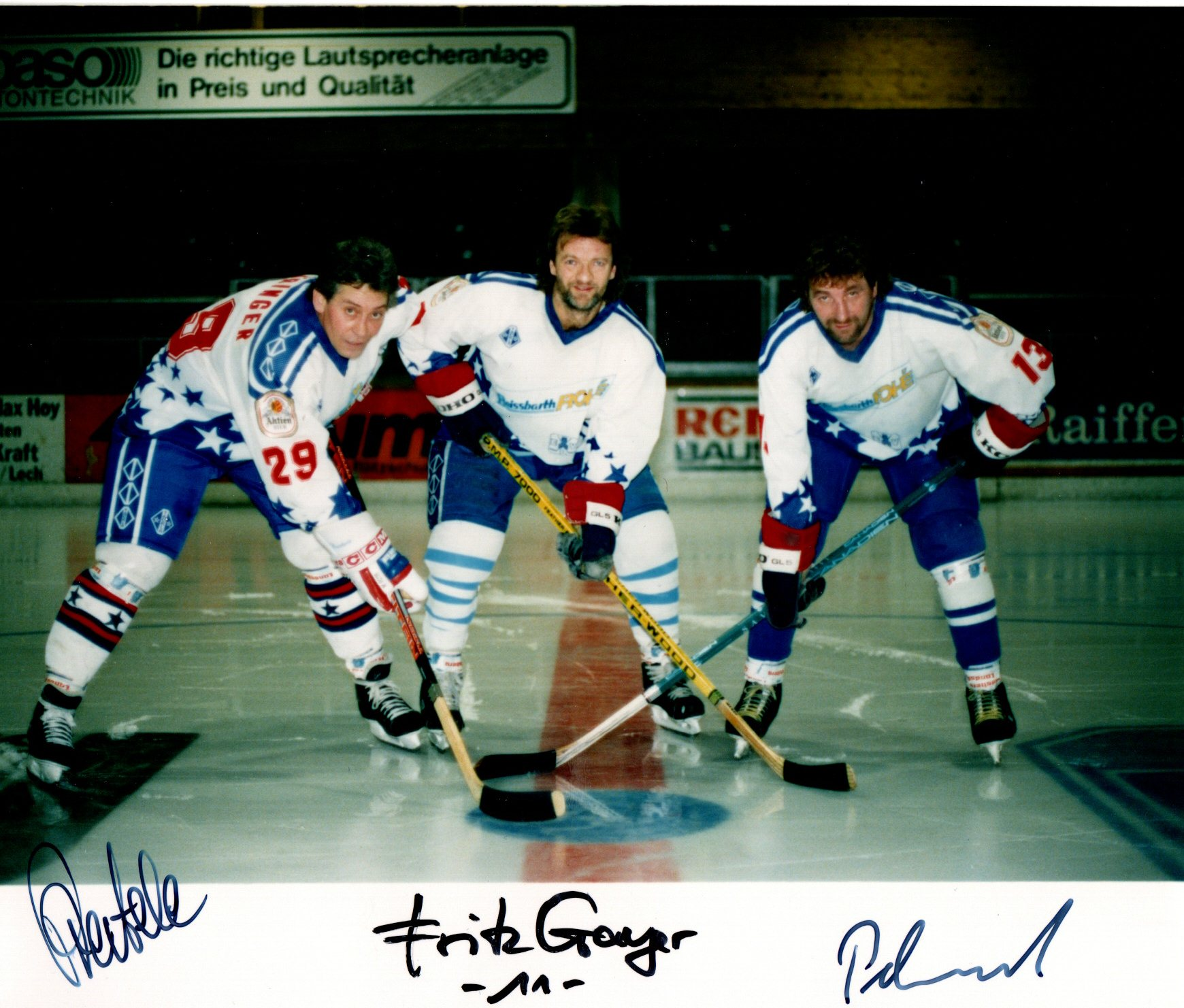
Prestele, Gayer, Petrussek beim Abschiedsspiel

Gerhard Petrussek übernahm als Interimstrainer die Mannschaft und Helmuts Balderis, einst einer der weltbesten Eishockeyspieler, sollte den EV Landsberg verstärken. Balderis traf auch in Landsberg ein, machte ein Freundschaftsspiel und verließ den EVL wieder, da er im Training nicht überzeugen konnte. Am 28. Dezember 1990 wurden bei einem Freundschaftsspiel gegen die slowakische Mannschaft Spišská Nová Ves drei langjährige Spieler des EVL offiziell verabschiedet: Fritz Gayer, Gerhard Petrussek und Herbert Prestele. Fritz Gayer absolvierte in 20 Jahren über 700 Spiele, Petrussek in 17 Jahren 586 Spiele und Prestele in 12 Jahren über 450 Punktspiele für den EV Landsberg. Während Prestele und Petrussek nach schweren Verletzungen ins Traineramt wechselten, spielte Fritz Gayer noch viele Jahre für seinen alten Heimatverein, den VfL Denklingen. Dort macht er dann mit 55 Jahren sein letztes Spiel in der Bezirksliga.
Da dem EVL ein Trainer fehlte, übernahm Herbert Prestele das Training der 1. Mannschaft. Der EV Landsberg schloss die Saison als Tabellensechster punktgleich mit dem SC Riessersee ab.

#### 1992–1994
Zu Beginn der Saison 1991/92 gab es beim EV Landsberg Neuwahlen. Neuer Vorsitzender wurde der bisherige Abteilungsleiter Spitzensport Kurt Stürmer. Trainer war jetzt Florian Strida, der schon in der Saison 1980/81 beim EVL tätig war.
Der Deutsche Eishockey-Bund schuf im Vorfeld der Saison 1992/93 eine eingleisige zweite Bundesliga als Unterbau für die erste Bundesliga. Als einer der wenigen Vereine hatte sich der EVL zuvor gegen eine eingleisige zweite Spielklasse ausgesprochen. Zunächst wurde eine Einfachrunde mit Hin- und Rückspiel gespielt. Dann erfolgte eine Verzahnung mit der zweiten Liga Nord und schließlich eine Qualifizierungsrunde.
Der EV Landsberg wollte sich zumindest sportlich qualifizieren und ging mit dem ESV Kaufbeuren eine Zweckgemeinschaft ein. Aus Kaufbeuren wurden Armin Fohry und Torwart Hafenmaier verpflichtet. Im Rahmen der Farm-Team-Regelung kamen Holger Micheller, Rudi Sternkopf und Christian Mayer vom gleichen Verein. Von Juli bis Dezember 1991 spielte auch noch Andreas Naumann beim EVL. Die erste Runde lief für den EV Landsberg hervorragend. Hinter Augsburg wurde der zweite Tabellenplatz belegt. In der Zwischenrunde gegen die starken Mannschaften der zweiten Liga Nord gab es für den EVL nicht viel zu holen. Immerhin musste das Team gegen Mannschaften wie Kassel, SC Dynamo Berlin, EC Ratingen und EC Hannover antreten. Der EVL wurde nur Tabellenvorletzter und musste in die Qualifikation. Wieder reichte es nicht und zum Ende der Saison stieg der EV Landsberg in die Oberliga-Süd ab. Zum Ende der Saison verließ Arthur Rutland den EVL und kehrte nach Kanada zurück. In der nächsten Saison gelang der sofortige Aufstieg zurück in die 2. Bundesliga.
Bei der Gründung der Deutschen Eishockey Liga 1994 verzichtete der Verein als einziger Zweitligist auf die Teilnahme an der DEL und spielte in der neuen zweitklassigen 1. Liga.
Nach einigen mehr oder weniger erfolgreichen Jahren in der 1. Liga stieg der EVL 1999 in die viertklassige Regionalliga ab und wurde in der Folge nach der Saison 1999/2000 aufgrund finanzieller Probleme aufgelöst.

### EV Landsberg 2000 (2000–2011)

Logo des EV Landsberg 2000

Als Nachfolgeverein gründete sich der EV Landsberg 2000. Genauso wie die Starbulls Rosenheim musste der Verein wegen der Einstufung als Neugründung durch den Bayerischen Eissportverband in der untersten Spielklasse – der Bezirksliga – anfangen. Nach dem dritten Erreichen des Finales der Bayernliga seit 2002/03 gelang in der Saison 2004/05 der Aufstieg aus der Bayernliga in die Oberliga. Dort erreichte die Mannschaft in der Hauptrunde der Oberliga 2005/06 den zweiten Platz, punktgleich mit dem ETC Crimmitschau. In der Meisterrunde konnte der erste Platz gesichert werden, und in den anschließenden Playoffs wurde am 23. April 2006 der Aufstieg in die 2. Bundesliga erreicht. Dort gelang der Mannschaft der sportliche Klassenerhalt, wobei die Mannschaft als Aufsteiger lange um die Teilnahme an den Meisterschaftsplayoffs mitspielte. Die ursprünglich schon zur Saison 2006/07 beabsichtigte Auslagerung der Profimannschaft aus dem Verein in eine Kapitalgesellschaft sollte rechtzeitig vor der Saison 2007/08 erfolgen, was aber auch nach zwei Anläufen nicht geklappt hat. Aus sportlicher Sicht stand zum Ende der Spielzeit 2007/08 der Abstieg in die Oberliga, da trotz zweier Trainerwechsel – nachdem Larry Mitchell seinen Posten an Frederick Ledlin abgegeben hatte, wurde dieser durch Sergei Swetlow ersetzt – der Abgang zahlreicher Spieler während der Saison nicht kompensiert werden konnte. Nach einer Zäsur ging die Mannschaft stark verjüngt in die folgende Oberligaspielzeit, wo am Ende der Klassenerhalt mit einem siebten Rang nach der Vorrunde gesichert wurde.
Am 7. Juni 2010 entschied die Mitgliederversammlung, den Vereinsnamen von EV Landsberg 2000 in EV Landsberg zu ändern. Am 27. April 2011 wurde vom Vorstand des Vereines der Antrag auf Eröffnung des Insolvenzverfahrens beim zuständigen Amtsgericht Augsburg gestellt. Der EVL wurde am 28. November 2011 aus dem Vereinsregister gelöscht.
| Saison  | Liga               | Spielklasse | Gruppe   | Platzierung | PO   | PD | Endplatzierung    | Zuschauerschnitt |
| ------- | ------------------ | ----------- | -------- | ----------- | ---- | -- | ----------------- | ---------------- |
| 2000/01 | Bezirksliga Bayern | V I I       | 4. Platz | Meister     | BBzL |    | Meister ↑         | 700              |
| 2001/02 | Landesliga Bayern  | V I         | West     | Meister     | BLL  |    | Meister ↑         | 800              |
| 2002/03 | Regionalliga       | I V         | BYL      | 1. Platz    | X    |    | Bayr. Vizemeister | 1.265            |
| 2003/04 | Regionalliga       | I V         | BYL      | 2. Platz    | X    |    | Bayr. Vizemeister | 844              |
| 2004/05 | Regionalliga       | I V         | BYL      | 1. Platz    | X    |    | Bayr. Meister ↑   | 771              |
| 2005/06 | Oberliga           | I I I       |          | 1. Platz    | OL   |    | Meister ↑         | 1.552            |
| 2006/07 | 2. Bundesliga      | I I         |          | 10. Platz   | X    |    | Pre-Playoff       | 1.537            |
| 2007/08 | 2. Bundesliga      | I I         |          | 14. Platz   |      | X  | Abstieg ↓         | 1.407            |
| 2008/09 | Oberliga           | I I I       | Süd      | 7. Platz    |      |    | –                 | 805              |
| 2009/10 | Oberliga           | I I I       |          | 6. Platz    | OL   |    | Viertelfinale     | 887              |
| 2010/11 | Oberliga           | I I I       | Süd      | 10. Platz   |      | X  | Play-down ↓       | 549              |

Zeichen für Auf-/Abstieg ↑ ↓ Quelle: eishockey-online.com

### HC Landsberg (seit 2008)

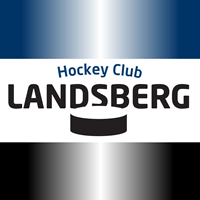
Logo des HC Landsberg

Am 17. Dezember 2008 wurde neben dem damaligen EV Landsberg 2000 aus und von ehemaligen EVL-Spielern der HC Landsberg gegründet, der zur Saison 2009/10 mit der Seniorenmannschaft den Spielbetrieb in der Bezirksliga aufnahm und 2010/11 als Meister der Bezirksliga Gruppe West sportlich in die Landesliga aufstieg.
Im Sommer 2011 war der Verein bereit, nach Änderung seiner Satzung und Umsetzung eines vorgelegten Konzepts die Nachwuchsmannschaften des EV Landsberg zu übernehmen. Nach einer erfolgreichen Saison 2011/12, in der man zum ersten Mal an der Meisterschaftsrunde und Aufstiegsrunde teilnahm, folgte eine eher mittelmäßige Saison 2012/13, die man auf dem 10. Tabellenplatz abschloss. In der darauffolgenden Spielzeit 2013/12 konnte man Alexander Wedl als Trainer für die Senioren-Mannschaft gewinnen. Das Ziel Bayernliga wurde vom Saisonstart ausgegeben. Mit einem großen Juniorenkader im Rücken schaffte man es, die Landesliga Süd/West als Tabellenerster abzuschließen. In den folgenden Play-offs konnte man sich im Halbfinale gegen den ESC Vilshofen und im Finale gegen den EV Pegnitz durchsetzen und qualifizierte sich als bayerischer Landesligameister für die Bayernliga 2014/15.
Der HC Landsberg konnte in den ersten vier Bayernliga-Spielzeiten das Viertelfinale der Play-offs zur bayerischen Meisterschaft erreichen. Im fünften Jahr war sogar der dritte Platz drin, während im sechsten Jahr die Endplatzierung Platz 4 war, nachdem die Saison wegen der COVID-19-Pandemie nicht zu Ende gespielt werden konnte.
Trotz dieser Platzierung spielte der Verein in der nächsten Saison 2020/21 in der drittklassigen Oberliga Süd, in welcher man sowohl in diesem, im Folgejahr und im Jahr darauf den letzten Platz belegte. Da jedoch 2021 und 2002 aufgrund der COVID-19-Pandemie der sportliche Abstieg ausgesetzt wurde, verblieb der Club in der Oberliga, stieg jedoch in der Saison 2023 freiwillig in die Bayernliga ab.
| Saison  | Liga         | Spielklasse | Gruppe   | Platz       | PO   | PD | Endplatzierung | Zuschauerschnitt |
| ------- | ------------ | ----------- | -------- | ----------- | ---- | -- | -------------- | ---------------- |
| 2009/10 | Bezirksliga  | V I         | West     | Vizemeister |      |    | –              |                  |
| 2010/11 | Bezirksliga  | V I         | West     | Meister     | BBzL |    | Meister ↑      | 173              |
| 2011/12 | Landesliga   | V           | Süd/West | Vizemeister | X    |    | 3. Platz       | 508              |
| 2012/13 | Landesliga   | V           | Süd/West | 10          |      |    | –              | 305              |
| 2013/14 | Landesliga   | V           | Süd/West | Meister     | BLL  |    | Meister ↑      | 413              |
| 2014/15 | Regionalliga | I V         | BYL      | 9           | X    |    | Viertelfinale  | 879              |
| 2015/16 | Regionalliga | I V         | BYL      | 4           | X    |    | Viertelfinale  | 778              |
| 2016/17 | Regionalliga | I V         | BYL      | 6           | X    |    | Viertelfinale  | 901              |
| 2017/18 | Regionalliga | I V         | BYL      | 3           | X    |    | Viertelfinale  | 936              |
| 2018/19 | Regionalliga | I V         | BYL      | 2           | X    |    | HF 3. Platz    | 877              |
| 2019/20 | Regionalliga | I V         | BYL      | 5           | X    |    | 4. Platz ↑     | 946              |
| 2020/21 | Oberliga     | I I I       | Süd      | 13          |      |    | Saison beendet | –                |
| 2021/22 | Oberliga     | I I I       | Süd      | 12          |      |    | Saison beendet | 462              |
| 2022/23 | Oberliga     | I I I       | Süd      | 12          |      |    | Rückzug ↓      | 710              |
| 2023/24 | Regionalliga | I V         | BYL      | 7           | X    |    | Viertelfinale  | 973              |
| 2024/25 | Regionalliga | I V         | BYL      | 8           | X    |    | Viertelfinale  | 1009             |

 Zeichen für Auf-/Abstieg ↑ ↓ Quelle: eishockey-online.com

### Erfolge
- Deutscher Zweitliga-Vizemeister 1966
- Vizemeister 2. Bundesliga Süd 1992
- Aufstieg in die 2. Bundesliga 1976, 1983, 1993, 2006
- Aufstieg in die Oberliga (2. Liga) 1959, 1968
- Deutscher Oberliga-Meister 1976, 2006
- Süddeutscher Meister 1959, 1993
- Vizemeister Oberliga Süd 1976, 1983
- Aufstieg in die Oberliga 2005, 2020
- Deutscher Regionalliga-Meister (3. Liga) 1968
- Aufstieg in die Regionalliga 2014
- Bayerischer Meister (3. Liga) 1959
- Bayerischer Meister (4. Liga) 2005
- Bayerischer Vizemeister (4. Liga) 2003, 2004
- Bayernkrug-Pokalsieger 2002
- Bayerischer Landesliga-Meister 2002, 2014
- Vizemeister Landesliga-Bayern S/O 2012
- Bayerischer Bezirksliga-Meister 2001, (1b) 2011
- Vizemeister Bezirksliga Bayern West (1b) 2010

## Spieler

### Bedeutende ehemalige Spieler des EV Landsberg
- Dennis Endras
(2005–2008, Torhüter)
Kam 2005 per Förderlizenz von den Augsburger Panthern und war ein Garant für die Oberligameisterschaft sowie den Aufstieg in die 2. Bundesliga 2006. Seit 2009 deutscher Nationalspieler und nahm an der Weltmeisterschaft 2010 teil. Der erste deutsche Spieler, der als MVP einer Weltmeisterschaft ausgezeichnet wurde.
- Andrew McPherson
(2005–2007,2019, Stürmer)
Wechselte 2005 von den Port Huron Flags aus der nordamerikanischen UHL nach Landsberg und wurde durch seine körperbetonte Spielweise sowie seinen Einsatz zum Publikumsliebling. In 108 Partien für den EVL kam „Mac“ auf 60 Tore und 83 Vorlagen sowie 330 Strafminuten.
- Jayson Meyer
(1989–1990, 2004–2005, Verteidiger)
Erzielte in der Saison 1989/90 als Verteidiger für den EVL 20 Tore und 40 Vorlagen in 40 Spielen. Im fünften Play-off-Halbfinalspiel 2006 um den Aufstieg in die 2. Bundesliga verwandelte Meyer gegen die Hannover Indians als Einziger der angetretenen Spieler seinen Penalty und schoss somit den EVL 2000 in die 2. Bundesliga. Meyer trug 72-mal bei internationalen Wettbewerben das Trikot der deutschen Nationalmannschaft, für die er 1994 an den Olympischen Winterspielen sowie 1993 bis 1996 bei den Weltmeisterschaften teilnahm.
- Adam Mitchell
(2005–2008, Stürmer)
Wechselte zusammen mit Jordan Webb 2005 aus der US-amerikanischen College-Liga NCAA zum EV Landsberg und war der erste Spieler seit der Neugründung, der über 100 Scorerpunkte in einer Saison erzielte. Insgesamt kam Mitchell in 135 Spielen auf 87 Tore und 104 Vorlagen, ehe er 2008 zu den Hannover Scorpions wechselte.
- Christoph Sandner
(1988–1991, 2005–2006 Stürmer)
Stammte aus dem Landsberger Nachwuchs und wechselte 1991 zum Kölner EC in die 1. Bundesliga. Für die deutsche Nationalmannschaft stand Sandner bei der Weltmeisterschaft 1998 im Kader. Während der Saison 2005/06 wechselte er zurück zu seinem Heimatverein und wurde mit dem EV Landsberg Bayerischer Meister.
- Igor Pawlow
(1992–1998, 1999–2000, Stürmer)
Kam von Dinamo Riga an den Lech und war 1992 bis 1995 der kongeniale Sturmpartner von Oļegs Znaroks sowie Publikumsliebling beim EVL. Pawlow erzielte in sechs Spielzeiten beim EVL 279 Tore und bereitete 335 Tore vor.
- Alexander Wedl
(1986–1994, 2001–2003, 2005/2006, 2007/2008 Verteidiger)
Stammt aus dem Landsberger Nachwuchs und bestritt 493 Spiele für die 1. Mannschaft des EV Landsberg. Dabei kam Wedl auf 133 Tore und 279 Vorlagen. Zudem spielte er für den EHC Freiburg, den Frankfurt Lions und den Kassel Huskies in der höchsten deutschen Spielklasse. Seit 2013 trainiert er die Senioren- und Junioren-Mannschaft des HC Landsberg.
- Reinhold Bauer
(1966-unbekannt, Stürmer)
Einziger Landsberger Olympiateilnehmer im Eishockey. Stürmte 1972 an der Seite von Lorenz Funk senior, Erich Kühnhackl und Alois Schloder in Sapporo und kam auf insgesamt 42 Länderspiele. Bauer übernahm später das Training der ersten Mannschaft des EVL und erreichte in der Saison 1989/90 mit einer aus finanziellen Gründen stark verjüngten Mannschaft überraschend Platz vier in der 2. Liga
- Oļegs Znaroks
(1992–1995, Stürmer)
Wechselte 1992 zusammen mit Igor Pawlow an den Lech. Znaroks war über Jahre Topscorer der zweiten deutschen Spielklasse und erzielte beim EVL 197 Tore und 395 Vorlagen in 167 Spielen. Seit 2006 betreut er die lettische Nationalmannschaft als Cheftrainer und seit 2010 den HK Dynamo Moskau.

#### Gesperrte Trikotnummern
- #19 Armin Fohry
(1991–2004, D)
Diese Nummer war nur beim EVL gesperrt, die Nummer ist aktuell beim HCL freigegeben und wird vom Stürmer Adriano Carciola belegt.

### Vereinsinterne Rekorde EV Landsberg
Die folgenden Statistiken beziehen sich auf die Zeit seit dem Aufstieg des EV Landsberg 2000 in die Oberliga. Sie beginnen mit der Saison 2005/06 und beinhalten Hauptrunde sowie Play-offs und Relegation.

#### Gesamtführende
| Rekordspieler |                    |        |
| Platz         | Spieler            | Spiele |
| 1.            | Daniel Nörenberg   | 205    |
| 2.            | Andreas Widmann    | 170    |
| 3.            | Dominik Nörenberg  | 168    |
| 4.            | Manuel Wintergerst | 167    |
| 5.            | Daniel Huhn        | 150    |
| 6.            | Michael Hess       | 150    |
| 7.            | Christoph Hicks    | 143    |
| 8.            | Adam Mitchell      | 135    |
| 9.            | Christian Köllner  | 120    |
| 10.           | Ronny Zientek      | 116    |

| Top-Scorer |                  |              |
| Platz      | Spieler          | Punkte (T/A) |
| 1.         | Adam Mitchell    | 191 (87/104) |
| 2.         | Andrew McPherson | 143 (60/83)  |
| 3.         | Jordie Preston   | 101 (44/57)  |
| 4.         | Benjamin Barz    | 93 (24/69)   |
| 5.         | Marc St. Jean    | 86 (34/52)   |
| 6.         | Daniel Schury    | 84 (23/61)   |
| 7.         | Alex White       | 83 (35/48)   |
| 8.         | Jordan Webb      | 81 (38/43)   |
| 9.         | Thorsten Rau     | 78 (19/59)   |
| 10.        | Alexander Thiel  | 68 (33/35)   |

| Top-Torschützen |                  |      |
| Platz           | Spieler          | Tore |
| 1.              | Adam Mitchell    | 87   |
| 2.              | Andrew McPherson | 60   |
| 3.              | Jordie Preston   | 44   |
| 4.              | Jordan Webb      | 38   |
| 5.              | Alex White       | 35   |
| 6.              | Marc St. Jean    | 34   |
| 7.              | Alexander Thiel  | 33   |
| 8.              | Markus Vaitl     | 29   |
| 9.              | Daniel Nörenberg | 29   |
| 10.             | Jeff Legue       | 28   |

| Top-Vorlagengeber |                  |          |
| Platz             | Spieler          | Vorlagen |
| 1.                | Adam Mitchell    | 104      |
| 2.                | Andrew McPherson | 83       |
| 3.                | Benjamin Barz    | 69       |
| 4.                | Daniel Schury    | 61       |
| 5.                | Thorsten Rau     | 59       |
| 6.                | Jordie Preston   | 57       |
| 7.                | Marc St. Jean    | 52       |
| 8.                | Alex White       | 48       |
| 9.                | Jordan Webb      | 43       |
| 10.               | Igor Bacek       | 41       |

| Strafminuten |                    |         |
| Platz        | Spieler            | Minuten |
| 1.           | Andrew McPherson   | 332     |
| 2.           | Marc St. Jean      | 319     |
| 3.           | Adam Mitchell      | 296     |
| 4.           | Daniel Huhn        | 247     |
| 5.           | Clayton Barthel    | 176     |
| 6.           | Martin Hoffmann    | 172     |
| 7.           | Daniel Nörenberg   | 169     |
| 8.           | Manuel Wintergerst | 150     |
| 9.           | Patrick Strauch    | 136     |
| 10.          | Matthias Wittmann  | 129     |

#### Saisonrekorde
| Top-Scorer |                  |        |         |
| Platz      | Spieler          | Punkte | Saison  |
| 1.         | Adam Mitchell    | 104    | 2005/06 |
| 2.         | Jordan Preston   | 101    | 2008/09 |
| 3.         | Alex White       | 83     | 2008/09 |
| 4.         | Andrew McPherson | 81     | 2005/06 |
| 5.         | Jordan Webb      | 81     | 2005/06 |

| Top-Torschützen |                  |      |         |
| Platz           | Spieler          | Tore | Saison  |
| 1.              | Adam Mitchell    | 51   | 2005/06 |
| 2.              | Jordan Preston   | 44   | 2008/09 |
| 3.              | Andrew McPherson | 39   | 2005/06 |
| 4.              | Jordan Webb      | 38   | 2005/06 |
| 5.              | Alex White       | 35   | 2008/09 |

| Top-Vorlagengeber |                |          |         |
| Platz             | Spieler        | Vorlagen | Saison  |
| 1.                | Jordan Preston | 57       | 2008/09 |
| 2.                | Adam Mitchell  | 53       | 2005/06 |
| 3.                | Alex White     | 48       | 2008/09 |
| 4.                | Jordan Webb    | 43       | 2005/06 |
| 5.                | Daniel Schury  | 43       | 2005/06 |

| Strafminuten |                  |              |         |
| Platz        | Spieler          | Strafminuten | Saison  |
| 1.           | Andrew McPherson | 253          | 2005/06 |
| 2.           | Clayton Barthel  | 176          | 2008/09 |
| 2.           | Marc St. Jean    | 173          | 2005/06 |
| 4.           | Marc St. Jean    | 146          | 2006/07 |
| 5.           | Adam Mitchell    | 146          | 2005/06 |

Stand der Statistiken: Ende der Oberliga 2010/2011

### Vereinsinterne Rekorde HC Landsberg
Die folgenden Statistiken beziehen sich auf die Zeit seit der Gründung des HC Landsberg. Sie beginnen mit der Saison Eishockey-Bezirksliga Bayern 2009/10 und beinhalten die Hauptrunde sowie die Play-offs und die Relegation (Stand: September 2022).

#### Gesamtführende
| Rekordspieler |                    |        |
| Platz         | Spieler            | Spiele |
| 1.            | Sven Gäbelein      | 303    |
| 2.            | Tobias Wedl        | 272    |
| 3.            | Mika Reuter        | 260    |
| 4.            | Dennis Sturm       | 250    |
| 5.            | Michael Fischer    | 198    |
| 6.            | Robin Magg         | 190    |
| 7.            | Andreas Geisberger | 188    |
| 8.            | Thomas Fischer     | 183    |
| 9.            | Stefan Kerber      | 181    |
| 9.            | Markus Kerber      | 180    |

| Top-Scorer |                    |               |
| Platz      | Spieler            | Punkte (T/A)  |
| 1.         | Dennis Sturm       | 293 (147/146) |
| 2.         | Markus Kerber      | 202 (89/113)  |
| 3.         | Daniel Menge       | 192 (56/136)  |
| 4.         | Sven Gäbelein      | 181 (75/106)  |
| 5.         | Michael Fischer    | 161 (82/79)   |
| 6.         | Mika Reuter        | 158 (62/96)   |
| 7.         | Stefan Kerber      | 146 (43/106)  |
| 8.         | Marcel Juhasz      | 142 (48/94)   |
| 9.         | Andreas Geisberger | 136 (39/97)   |
| 10.        | Ville Dollhofer    | 128 (38/90)   |

| Top-Torschützen |                 |      |
| Platz           | Spieler         | Tore |
| 1.              | Dennis Sturm    | 147  |
| 2.              | Markus Kerber   | 89   |
| 3.              | Michael Fischer | 82   |
| 4.              | Sven Gäbelein   | 75   |
| 5.              | Mika Reuter     | 62   |
| 6.              | Daniel Menge    | 56   |
| 7.              | Michael Hess    | 56   |
| 8.              | Peter Klemm     | 49   |
| 9.              | Marcel Juhasz   | 48   |
| 9.              | Stefan Kerber   | 43   |

| Top-Vorlagengeber |                    |          |
| Platz             | Spieler            | Vorlagen |
| 1.                | Dennis Sturm       | 146      |
| 2.                | Daniel Menge       | 136      |
| 3.                | Markus Kerber      | 113      |
| 4.                | Sven Gäbelein      | 106      |
| 5.                | Stefan Kerber      | 102      |
| 6.                | Andreas Geisberger | 97       |
| 7.                | Mika Reuter        | 96       |
| 8.                | Marcel Juhasz      | 94       |
| 9.                | Ville Dollhofer    | 90       |
| 10.               | Michael Fischer    | 79       |

| Strafminuten |                    |         |
| Platz        | Spieler            | Minuten |
| 1.           | Tobias Wedl        | 481     |
| 2.           | Robin Magg         | 422     |
| 3.           | Andreas Geisberger | 380     |
| 4.           | Sven Gäbelein      | 316     |
| 5.           | Stefan Kerber      | 303     |
| 6.           | Thomas Fischer     | 272     |
| 7.           | Markus Kerber      | 260     |
| 8.           | Alexander Wedl     | 219     |
| 9.           | Michael Fischer    | 193     |
| 10.          | Andreas Schmelcher | 172     |

### Teilnahmen von Spielern am ESBG All-Star Game
Das ESBG All-Star Game fand zwischen 2006 und 2008 jährlich statt und vereinte die besten Spieler der 2. Bundes- und Oberliga.
| Teilnahmen am All-Star-Game während der Teamzugehörigkeit | Teilnahmen am All-Star-Game während der Teamzugehörigkeit | Teilnahmen am All-Star-Game während der Teamzugehörigkeit | Teilnahmen am All-Star-Game während der Teamzugehörigkeit | Teilnahmen am All-Star-Game während der Teamzugehörigkeit |
| Name                                                      | Position                                                  | Teilnahme(n)                                              | Team                                                      | Verein                                                    |
| --------------------------------------------------------- | --------------------------------------------------------- | --------------------------------------------------------- | --------------------------------------------------------- | --------------------------------------------------------- |
| Larry Mitchell                                            | Trainer                                                   | 2006                                                      | Team Schwarz-Rot-Gold                                     | EV Landsberg                                              |
| Adam Mitchell                                             | Stürmer                                                   | 2006                                                      | Team United Nations                                       | EV Landsberg                                              |
| Dennis Endras                                             | Torhüter                                                  | 2007                                                      | Team Schwarz-Rot-Gold                                     | EV Landsberg                                              |
| Andrew McPherson                                          | Stürmer                                                   | 2007                                                      | Team United Nations                                       | EV Landsberg                                              |
| Austin Wycisk                                             | Stürmer                                                   | 2008                                                      | Team Schwarz-Rot-Gold                                     | EV Landsberg                                              |

## Trainer in Landsberg
| HC Landsberg      | HC Landsberg         | HC Landsberg | HC Landsberg | HC Landsberg |
| ----------------- | -------------------- | ------------ | ------------ | ------------ |
| 01/2022–          | Sven Currmann        |              |              |              |
| 03/2019-01/2022   | Fabio Carciola       |              |              |              |
| 04/2017-03/2019   | Randy Neal           |              |              |              |
| 12/2014-03/2017   | Andreas Zeck         |              |              |              |
| 09/2013–12/2014   | Alexander Wedl       |              |              |              |
| 2009–04/2013      | Topias Dollhofer     |              |              |              |
| EV Landsberg 2000 |                      |              |              |              |
| 03/2011–05/2011   | Elvis Bešlagič       |              |              |              |
| 03/2010–03/2011   | Dave Rich            |              |              |              |
| 10/2009–03/2010   | Marian Hurtík        |              |              |              |
| 03/2009–10/2009   | Norbert Zabel        |              |              |              |
| 09/2008–03/2009   | Franz-Xaver Ibelherr |              |              |              |
| 06/2008–09/2008   | Günther Preuß        |              |              |              |
| 03/2008–06/2008   | Sergei Swetlow       |              |              |              |

| 12/2007–03/2008 | Frederick Ledlin     |
| 12/2007         | Stefan Ihsen         |
| 07/2005–12/2007 | Larry Mitchell       |
| 03/2004–03/2005 | Rob Torgler          |
| 12/2003–03/2004 | Gerhard Petrussek    |
| 03/2003–12/2003 | Andreas Bentenrieder |
| 2000–2003       | Franz-Xaver Ibelherr |
| EV Landsberg    |                      |
| 1999–2000       | Steven Polgar        |
| 1998–1999       | Martin Hinterstocker |
| 1997–1998       | Klaus Huber          |
| 1994–1997       | Sergei Swetlow       |
| 1994            | Jozef Čapla          |
| 1991–1994       | Florian Strida       |

| 12/1990–1991      | Ēvalds Grabovskis  |
| 12/1990           | Herbert Prestele   |
| 11/1990–12/1990   | Gerhard Petrussek  |
| 1989–11/1990      | Dr. Karl Fratinek  |
| 1989–11/1990      | Hans Sedlmeier     |
| 1985–1989         | Reinhold Bauer     |
| 1984–1985         | Stani Fryzlewicz   |
| 1981 – 1984       | Hansjörg Schorer   |
| 1980 – 1981       | Florian Strida     |
| 02/1980 – 03/1980 | Jorma Siitarinen   |
| 1977 – 1980       | Siegfried Schubert |
| 1976 – 1977       | Josef Pokopec      |
| 1975 – 1976       | Ludwig Müller      |
| 1965 – 1973       | Alfred Hydek       |

## Nachwuchs
Im Herbst 2015 wurde eine Kooperation mit dem Augsburger EV zur Förderung des Nachwuchses eingegangen, wodurch Spieler der jeweiligen Mannschaften mit Doppellizenzen ausgestattet werden konnten.
2018 wurde der HCL mit drei Sternen im 5-Sterne-Nachwuchsprogramm des Deutschen Eishockey-Bundes ausgezeichnet und qualifiziert sich damit für die DNL Division III.
Folgende Nachwuchsteams nahmen in der Saison 2018/2019 am Spielbetrieb teil:
| Klasse | Liga        | Platz | Info                   |
| ------ | ----------- | ----- | ---------------------- |
| U20    | DNL III Süd | 3.    |                        |
| U17    | Bayernliga  | 2.    | Aufstieg in DNL II Süd |
| U15    | Bayernliga  | 7.    | EC-R 3. Platz          |
| U13 I  | Bayernliga  | 5.    | PR 5. Platz            |
| U13 II | Bezirksliga | 1.    | Finale                 |

Darüber hinaus verfügt der HC Landsberg über Teams der Altersklassen U7, U9 und U11, sowie eine Laufschule.

## Spielstätte
Die Heimspiele des HC Landsberg werden in der Eissporthalle Landsberg, auch Hungerbach-Dome genannt, ausgetragen. Das Eisstadion wurde 1980 zusammen mit dem Sportzentrum in Landsberg am Lech gebaut. Es hat eine Kapazität von 2700 Zuschauern, aufgeteilt in 495 Sitzplätze und 2205 Stehplätze. Neben dem HC Landsberg als Hauptmieter mit seinem Nachwuchs und der Eiskunstlaufabteilung, spielt hier auch der VfL Denklingen. Auch die Eisstockschützen findet man regelmäßig in der Eishalle. Die Stadt Landsberg bietet in der Halle Publikumslauf an, daneben wird sie von Freizeitvereinen sowie Schulen genutzt.
Im Sommer 2011 wurde die Halle saniert. Sie bekam eine neue Klimaanlage, eine moderne Brandmeldeanlage, ein neues Dach, eine Kältefolie und neue Kabinen sowie neue Sanitäranlagen. Zudem wurden die zwei Verpflegungsstände erneuert. Letzter Bauabschnitt war in der Sommerpause 2012, hier wurde eine neue Stadionuhr installiert.

## Vereinskultur
Der 1. EVL-Fanclub wurde im Jahr 1978 gegründet. Nach einem internen Zerwürfnis wurde zusätzlich 1989 der Fanclub Barbarossa gegründet. Im Jahr 2008 entstand (hauptsächlich unter den jüngeren Anhängern) die erste Ultra-Gruppe des Vereins, die Supporter Crew Landsberg. Zwischen dem EVL und dem österreichischen Verein VEU Feldkirch bestand eine offizielle Freundschaft, die durch regelmäßige Freundschaftsspiele in der Saisonvorbereitung erhalten wurde. Alle drei Fanclubs lösten sich bis zum Jahr 2012 aus unterschiedlichen Gründen auf.
2012 wurde die Fanszene Landsberg gegründet, die es sich zur Aufgabe gemacht hat, den HC Landsberg und dessen Nachwuchsarbeit zu unterstützen.